# Diocesi di Jotapa di Palestina
La diocesi di Jotapa di Palestina (in latino Dioecesis Iotapiana in Palaestina) è una sede soppressa del patriarcato di Gerusalemme e una sede titolare della Chiesa cattolica.

## Storia
Jotapa di Palestina, identificabile con l'isola di Tiran nel mar Rosso all'imboccatura del golfo di Aqaba (oggi in Arabia Saudita), è un'antica sede vescovile della provincia romana della Palestina Terza nella diocesi civile d'Oriente. Faceva parte del patriarcato di Gerusalemme ed era suffraganea dell'arcidiocesi di Petra.
Due vescovi di quest'antica diocesi sono storicamente noti. Pietro, vescovo di origine araba, fu inviato nel 473 a Costantinopoli dallo sceicco Amorkesos per ottenere dall'imperatore la ratifica della conquista dell'isola. Anastasio è documentato in due occasioni: nel mese di settembre 536 firmò gli atti del sinodo convocato dal patriarca Pietro di Gerusalemme contro Antimo di Costantinopoli e che vide riuniti assieme i vescovi delle Tre Palestine; nel mese di maggio dello stesso anno Anastasio prese parte anche al concilio di Costantinopoli riunito dal patriarca Mena; in questa seconda occasione firmò gli atti come episcopus insulae Jotabae.
A questa diocesi Le Quien aggiunge anche il vescovo Marciano, che partecipò al concilio di Calcedonia del 451. Negli atti conciliari Marciano è indicato sia come vescovo di Jotapa, sia come vescovo di Gerara. Questa duplice menzione risalirebbe ad una tradizione locale, che identificava nell'isola di Jotapa il luogo della biblica Gerar di Abramo.
A questa diocesi sono attribuiti altri due vescovi, i cui nomi sono stati restituiti dalle iscrizioni: Tommaso nel 517 e Giorgio nella prima metà del VII secolo.
Dal 1933 Jotapa di Palestina è annoverata tra le sedi vescovili titolari della Chiesa cattolica; finora la sede non è mai stata assegnata.

## Cronotassi dei vescovi
- Marciano ? † (menzionato nel 451)
- Pietro † (menzionato nel 473)
- Tommaso † (menzionato nel 517)
- Anastasio † (menzionato nel 536)
- Giorgio † (prima metà del VII secolo)